# Hoje (filme)
Hoje é um filme brasileiro de 2011 dirigido por Tata Amaral, baseado no livro Prova Contrária de Fernando Bonassi. Estrelado por Denise Fraga e César Troncoso, o longa conta a história de Vera, uma ex-militante, que ao se mudar para um novo apartamento passa a relembrar do que viveu na época da ditadura junto com seu marido Luiz.
O filme recebeu críticas variadas, que destacaram as atuações de César Trancoso e Denise Fraga; esta última sendo elogiada pelos críticos por conseguir lidar bem com a mudança de ter que atuar em um filme drama, pois a mesma geralmente atuava apenas em comédias. Hoje também ganhou seis prêmios no 44º Festival de Brasília.

## Enredo
Em 1998, Vera (Denise Fraga) está se mudando para um novo apartamento, na região central de São Paulo, que conseguiu comprar devido a uma indenização que ganhou do governo brasileiro em decorrência do assassinato do marido Luiz (César Troncoso). A perda de seu companheiro ocorreu na época em que ambos eram militantes contra a ditadura militar no Brasil e, enquanto a mudança ocorre, ela vê o fantasma de Luiz, fazendo com que se recorde das torturas sofridas por ambos na época do regime militar.

## Elenco
- Denise Fraga como Vera
- César Troncoso como Luiz
- João Baldasserini como Carregador 1
- Pedro Abhull como Carregador 2 [5]
- Lorena Lobato como Síndica[5]
- Cláudia Assunção como Antônia[5]

## Produção
A atriz Denise Fraga foi escolhida pela própria diretora para o papel principal. Ela disse ter se preparado lendo sobre o relacionamento de Clara Charf com Carlos Marighella, pois, segundo a mesma, o casal tem "uma coisa parecida com o que tinha no filme". Para ajudar na preparação o elenco todo assistiu depoimentos de pessoas que foram presas e torturadas que foram compilados na série Trago Comigo, também de Tata Amaral. As filmagens duraram três semanas e meia e ocorreram todas apenas em um apartamento, e o orçamento disponibilizado pela Ancine para o longa foi de 4.177.598,81 reais.

## Lançamento
Hoje foi exibido pela primeira vez na 44ª edição do Festival de Brasília, em 29 de setembro de 2011, somente para a crítica e convidados; a primeira exibição para o público ocorreu em 17 de julho de 2012, no Memorial da América Latina, durante o Festival de Cinema Latino-Americano de São Paulo. O filme teve diversas pré-estreias, dentre elas uma em 15 de abril, em São Paulo; outra no Cine Odeon do Rio de Janeiro, apenas para convidados, no dia 17; e o Espaço Itaú de Cinema e a Folha de S. Paulo organizaram uma pré-estreia gratuita, no dia seguinte. O longa estreou oficialmente no circuito nacional de cinema em 19 de abril de 2013, em doze salas.

## Recepção

### Recepção crítica

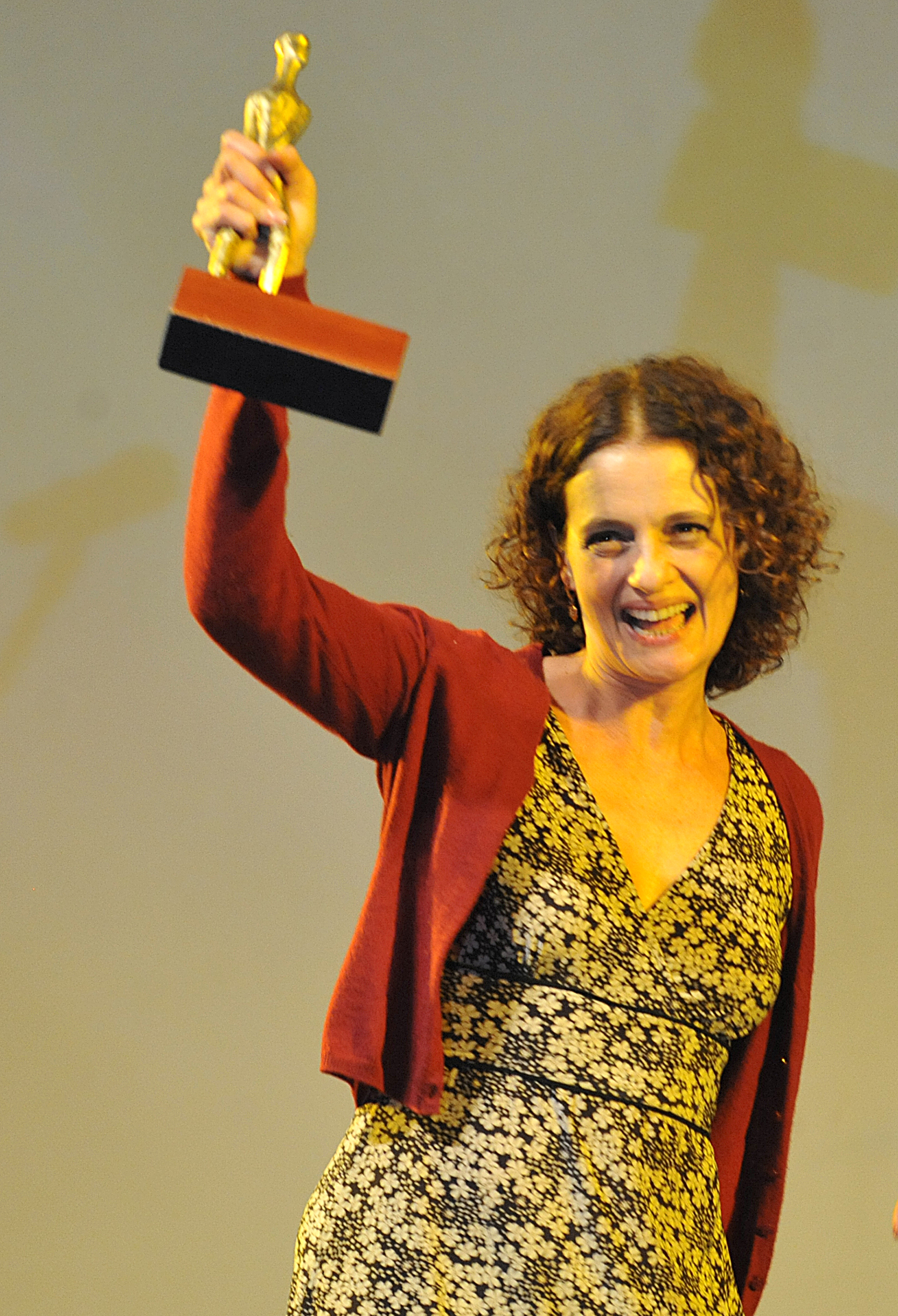
Fraga venceu o prêmio Candango de Melhor Atriz no 44º Festival de Brasília do Cinema Brasileiro, por sua performance no filme.

Hoje recebeu criticas geralmente positivas dos críticos especializados. Cássio Starling Carlos da Folha de S. Paulo comentou que "o contraste entre épocas e ideais traduz-se num diálogo rude que opõe Vera e Luiz", elogiando as atuações de Fraga e Troncoso. Ele acrescento que "a astúcia maior do roteiro, [...] consiste em não priorizar a reconstrução do passado", mas exumá-lo, o que causa mais "incômodo" do que os filmes históricos que apenas apresentam os fatos. Escrevendo para o O Globo, Daniel Schenker, assim como Starling, elogiou os protagonistas, além da arte, fotografia e a música, dizendo que "as opções estéticas e técnicas referentes a um filme quase que inteiramente ambientado dentro de um apartamento também surpreendem." Já Daniel Feix qualificou o filme como "muito atual. Pertinente, contundente e, além de tudo, emocionante."
Por outro lado, em sua análises, a revista Rolling Stone e do site CineClick criticaram os diálogos, descrevendo-os como "monótonos" e "rançoso", respectivamente. Christian Petermann da revista disse que os atores "parecem sempre estar sobre um palco" e que há uma "inescapável teatralidade" e uma "rigorosa pontuação de cena" que prejudica o filme, enquanto o crítico Roberto Guerra avaliou negativamente o fato de não haverem grandes revelações sobra a história da personagem central, além de ter criticado a inserção dos personagens secundários "que servem apenas distrair o público". Sérgio Alpendre, apesar de ter elogiado os efeitos visuais e comparado Hoje ao filme Afinal, uma Mulher de Negócios de Rainer Werner Fassbinder, disse que havia "ressalvas", como por exemplo, afirmando que os personagens centrais "estão sobrando nessa história" e concorda com Guerra quanto aos personagens secundários. Ele finaliza dizendo que o longa que "era para ser um drama de cortar corações acaba sendo apenas um interessante exercício de dramaturgia na clausura."

### Prêmios e indicações
O filme foi premiado com seis troféus Candando no 44º Festival de Brasília: "Melhor Filme", "Melhor Atriz" (Denise Fraga), "Melhor Roteiro", "Melhor Direção de Fotografia", "Melhor Direção de Arte" e "Prêmio da Crítica".  Em 2012, Hoje concorreu na mostra competitiva do Festival Internacional do Novo Cinema Latino-americano de Havana.